# بیاوکی (شهرستان شدلتسه)
بیاوکی (به لهستانی:  Białki) یک روستا در لهستان است که در گمینا شدلتسه واقع شده‌است. بیاوکی ۷۲۱ نفر جمعیت دارد.